# Neptune's Net

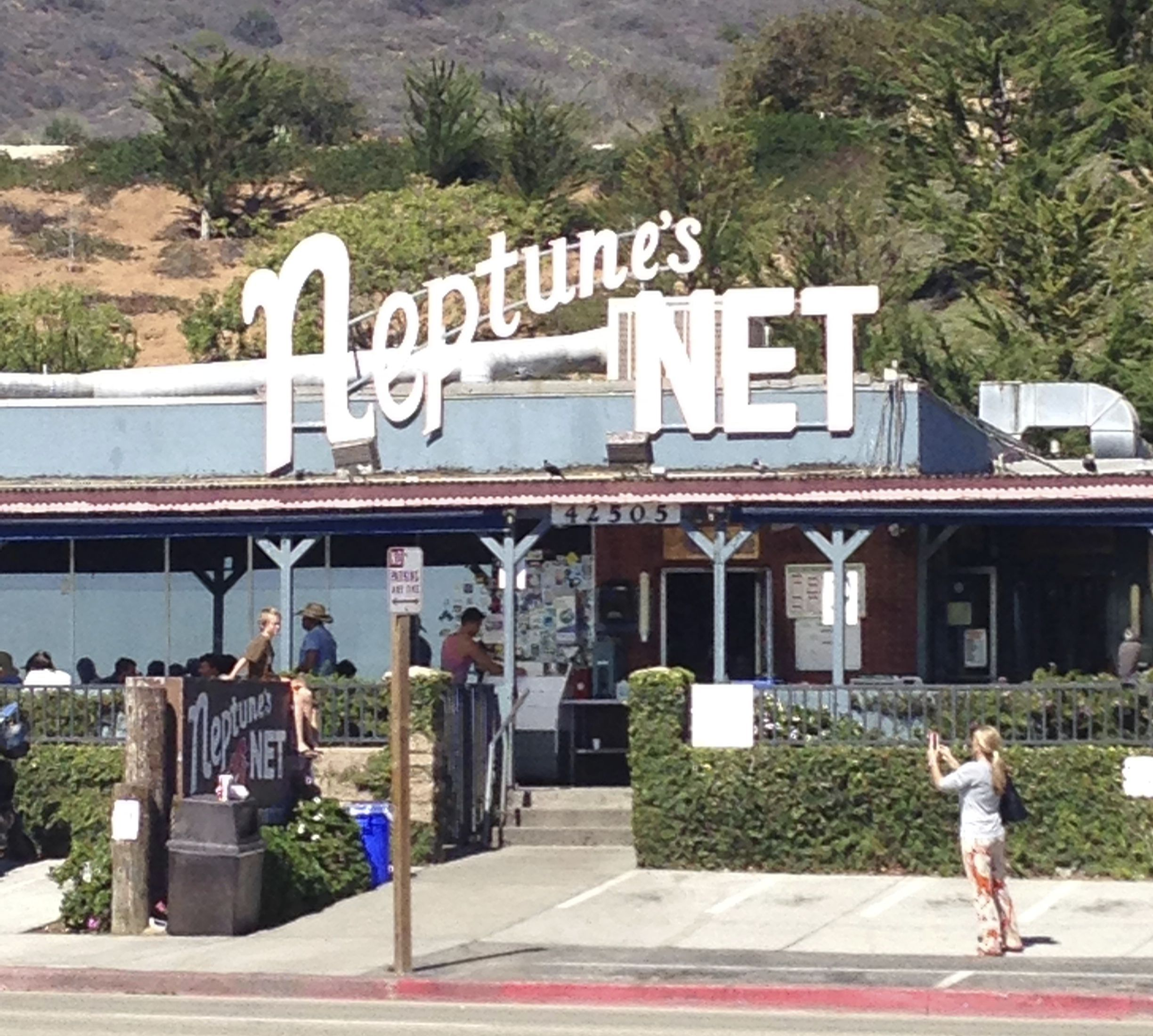
Neptune's Net

Neptune's Net是位於美國加利福尼亞州马里布1号加利福尼亚州州道的一家海鲜飯店， 位于文图拉县-洛杉矶县邊界附近。
1956年，當地還是一個名为Panorama Pacific at Solimar的加油站、房地产办公室和餐厅集合體。   1974年，Panorama Pacific at Solimar改名为 Neptune's Net 。 